# Finale FA Cup 2001
De 131ste finale van de FA Cup van het seizoen 2000/01 werd gehouden op 12 mei 2001 in het Millennium Stadium. Arsenal nam het op tegen Liverpool. De scheidsrechter was Steve Dunn. De wedstrijd vond voor het eerst plaats in het Millennium Stadium in Cardiff. Liverpool FC won deze wedstrijd met 2-1 van Arsenal. Michael Owen werd na afloop verkozen tot man van de wedstrijd.

## De weg van Liverpool naar de finale

### 3e ronde
In de 3e ronde versloeg Liverpool op zaterdag 6 januari 2006 Rotherham United met 3-0 door doelpunten van Hanmann (1) en E.Heskey (2).

### 4e ronde
Op zaterdag 27 januari 2001 wachtte in de 4e ronde Leeds United. Door de doelpunten van Barmby in de 87e minuut en van Heskey in de 90e minuut plaatste Liverpool zich voor de 5e ronde van dit prestigieuze toernooi.

### 5e ronde
Op zondag 18 februari 2001 wachtte in de 5e ronde Manchester City. In deze wedstrijd kreeg Liverpool 2 strafschoppen in de 6e en 52e minuut. Liverpool won deze wedstrijd met 4-2 door doelpunten van Litmanen, Heskey, Smicer, en Babel, en plaatste zich zodoende voor de kwartfinale.

### Kwartfinale
Op zondag 11 maart 2001 wachtte in de kwartfinale Tranmere Rovers. Liverpool won deze wedstrijd met 4-2 door doelpunten van Murphy, Michael Owen, Steven Gerrard en Robbie Fowler. Zodoende plaatsen The Reds zich voor de halve finale tegen Wycombe Wanderers.

### Halve finale
Op zaterdag 18 april 2001 wachtte in de halve finale Wycombe Wanderers. Traditiegetrouw werd deze wedstrijd op neutraal terrein gespeeld. Gekozen werd voor Villa Park de thuishaven van Aston Villa. Liverpool won deze wedstrijd met 2-1 van door doelpunten van Heskey in de 78e minuut en in de 83e minuut van Robbie Fowler.

## Finale
De finale werd op zaterdag 12 mei 2001 gespeeld in het Millennium Stadium te Cardiff, Wales. Het was de eerste finale buiten het vertrouwde Wembley Stadion dat werd opgeknapt voor de duur van zes jaar. In 2007 wordt naar verwachting de eerste FA Cup finale in het nieuwe stadion gespeeld. Liverpool en Arsenal scoorden in de 45 minuten niet. Na 87 minuten was de stand 1-1 door de doelpunten van Ljunberg en Michael Owen. Het zag ernaar uit dat er een verlenging kwam, maar in de 88e minuut scoorde Michael Owen de 2-1 voor Liverpool. Zo mocht Liverpool voor de 6e keer de FA Cup omhoog houden. Anno 2012 staat de teller op zeven overwinningen in dit toernooi.

### Wedstrijd
|                         |               |       |               |                                                                                        |
| 12 mei 2001 15:00 UTC+1 | Arsenal       | 1 – 2 | Liverpool     | Millennium Stadium, Cardiff Toeschouwers: 72.500 Scheidsrechter: Steve Dunn (Engeland) |
| 12 mei 2001 15:00 UTC+1 | Ljungberg 73' |       | 83', 88' Owen | Millennium Stadium, Cardiff Toeschouwers: 72.500 Scheidsrechter: Steve Dunn (Engeland) |

| Arsenal | Liverpool |

| Arsenal:       |    |                     |         |
|                |    |                     |         |
| GK             | 1  | David Seaman        |         |
| RB             | 2  | Lee Dixon           | 90'     |
| CB             | 5  | Martin Keown        |         |
| CB             | 6  | Tony Adams          |         |
| LB             | 29 | Ashley Cole         |         |
| RM             | 7  | Robert Pirès        |         |
| CM             | 18 | Gilles Grimandi     |         |
| CM             | 4  | Patrick Vieira      |         |
| LM             | 8  | Fredrik Ljungberg   | 62' 85' |
| CF             | 11 | Sylvain Wiltord     | 76'     |
| CF             | 14 | Thierry Henry       |         |
| Wisselspelers: |    |                     |         |
| GK             | 13 | Alexander Manninger |         |
| DF             | 12 | Lauren              |         |
| MF             | 15 | Ray Parlour         | 76'     |
| FW             | 10 | Dennis Bergkamp     | 90'     |
| FW             | 25 | Nwankwo Kanu        | 85'     |
| Coach:         |    |                     |         |
| Arsène Wenger  |    |                     |         |

| Liverpool:      |    |                   |         |
|                 |    |                   |         |
| GK              | 1  | Sander Westerveld |         |
| RB              | 6  | Markus Babbel     |         |
| CB              | 2  | Stéphane Henchoz  |         |
| CB              | 12 | Sami Hyypiä       |         |
| LB              | 23 | Jamie Carragher   |         |
| RM              | 13 | Danny Murphy      | 77'     |
| CM              | 17 | Steven Gerrard    |         |
| CM              | 16 | Dietmar Hamann    | 57' 60' |
| LM              | 7  | Vladimír Šmicer   | 77'     |
| CF              | 8  | Emile Heskey      |         |
| CF              | 10 | Michael Owen      |         |
| Wisselspelers:  |    |                   |         |
| GK              | 19 | Pegguy Arphexad   |         |
| DF              | 27 | Grégory Vignal    |         |
| MF              | 15 | Patrik Berger     | 77'     |
| MF              | 21 | Gary McAllister   | 60'     |
| FW              | 9  | Robbie Fowler     | 77'     |
| Coach:          |    |                   |         |
| Gérard Houllier |    |                   |         |

1980 · 1981 · 1982 · 1983 · 1984 · 1985 · 1986 · 1987 · 1988 · 1989 · 1990 · 1991 · 1992 · 1993 · 1994 · 1995 · 1996 · 1997 · 1998 · 1999 · 2000 · 2001 · 2002 · 2003 · 2004 · 2005 · 2006 · 2007 · 2008 · 2009 · 2010 · 2011 · 2012 · 2013 · 2014 · 2015 · 2016 · 2017 · 2018 · 2019 · 2020 · 2021 · 2022 · 2023 · 2024